# Margit Nagy-Sándor
Margit Nagy-Sándor (ur. 29 maja 1921 w Debreczynie, zm. 15 stycznia 2001 tamże) – węgierska gimnastyczka. Medalistka Letnich Igrzysk Olimpijskich 1936 i Letnich Igrzysk Olimpijskich 1948.